# آقای حسادت
آقای حسادت (به انگلیسی: Mr. Jealousy) فیلمی محصول سال ۱۹۹۸ و به کارگردانی نوآ بامباک است. در این فیلم بازیگرانی همچون اریک استولتس، آنابلا شورا، کریس ایگمن، ماریان ژان-بتیست، برایان کروین، پیتر باگدانوویچ، نوآ بامباک، ادی کی توماس و بریجیت فوندا ایفای نقش کرده‌اند.